# Reserva Natural de Silmsi
A Reserva Natural de Silmsi é uma reserva natural localizada no condado de Järva, na Estónia.
A área da reserva natural é de 146 hectares.
A área protegida foi fundada em 2005 para proteger tipos valiosos de habitat e espécies ameaçadas na aldeia de Valila (antiga freguesia de Koeru).